# 久世 (真庭市)
久世（くせ）は、岡山県真庭市（旧久世町）にある大字である。同市の市役所所在地であり、旧久世町役場所在地。かつての大庭郡久世村に相当する。
近世においては、一時期徳川幕府の代官所（久世代官所、または久世陣屋）が設置され、その陣屋町として栄えた。 また、出雲往来の宿場町としても繁栄し、本陣が置かれていた。
郵便番号は719-3201（久世郵便局管区）。人口は3513人（男性1649人、女性1864人）。世帯数は1371世帯（2014年5月現在）。

## 概要
真庭市の東南部にある歴史の古い町で、旭川の左岸に町並が続き、役場・郵便局・中央公民館など公的機関が集中する。真庭地方では勝山と並んで古くから行政面での中枢地域であり、真庭郡以前の大庭郡時代は、郡内の中枢であった。江戸時代には、出雲街道の宿場、天領の久世代官所の陣屋町として栄え、古い家並みが一部今も残る。
久世神社、朝日神社、真言宗吉祥寺、同長福寺、同重願寺、日蓮宗興善寺などの社寺があり、また出雲の松平家が参勤交替の途次宿泊した本陣の跡、寺畑山城跡、典学館跡もある。久世代官所跡が、重願寺境内にある。

## 沿革

### 歴史
古代においては、『和名類聚抄』に載る美作国大庭郡の久世郷の一部であったとされ、地名は郷名の遺称とされる。
近世には久世村と称した。古くは久世村は、山寄りの「山方」と旭川寄りの「原方」に分かれていた。久世など大庭・真島郡などは、美作中心部にあたる現在の津山市街から見て、より山奥にあたったので、通称「山中」（さんちゅう）という地方名で呼ばれることもあった。
久世村は、宇喜多氏、小早川氏の所領を経て、慶長8年（1603年）に津山藩主森忠政の所領に移る。久世では牛馬市が行われ、慶長9年からはじまり、盛期には3万頭の入場記録をつくった。元禄10年、森氏が断絶。その翌年、松平宣富が新たに津山藩主となり、久世村も支配した。
享保11年（1726年）、凶作のうえ、津山藩が年貢米の収納期を早めたため、大庭・真島両郡の農民は久世に会合して百姓一揆を起こした。この一揆はのちに「山中一揆」（さんちゅういっき）と呼ばれるようになった。これを受けて、翌12年、津山藩は10万石から5万石に削減され、さらに久世地方は江戸幕府の直轄領となり、久世に代官所（久世代官所。久世陣屋とも）を置いて領地を支配させた。代々の代官中、早川八郎左衛門正紀は農耕と養蚕の振興に努力し、久世を美作西部の政治経済の中心地として繁栄に導いた。
文化14年、津山藩がもとの10万石に復したので、久世村原方、同山方とも津山領に戻り明治に至る。
明治5年8月、久世村原方・同山方を合併して単一の久世村とする。同22年6月1日の町村制施行にあたり大庭郡久世・中島・多田・鍋屋・三坂・山久世の6村が合併して大庭郡久世村をつくる。同29年2月、町制を実施し久世町、同33年4月1日、大庭・真島2郡が合併して真庭郡となる。翌34年4月、山久世を分離して一宮村（のち勝山町）に編入、同37年6月1日、同郡川南村と合併して大きくなり、さらに昭和30年4月29日 に同郡美和村と合併。
平成17年3月31日、真庭郡久世町・勝山町・落合町・湯原町・美甘村・川上村・八束村・中和村および備中国側となる上房郡北房町の5町4村が対等合併し、真庭市を新設。

### 地名の由来
古くからの日本語で、湾曲していることを「曲」（くせ）というが、当地で旭川の流路が大きく湾曲し、その周辺地域を「くせ」と呼ぶようになり、久世の表記が当てられるようになったとされる。
また、当地東部で旭川に目木川が合流しており、また、古くから出雲街道の渡し場であったことから、「古瀬」（こせ）と称したが、久瀬に変化し、久世の字を用いるようになったという説もある。
さらに、古い言葉で、岩の多い浅瀬や川原を「曲瀬」（くせ）と呼んだことから、これに由来しているともいわれる。
いずれの説も、河川（旭川）の地形に由来しているのは共通である。

### 年表
| 年月日          | 出来事 | 備考 |
| --------------- | --- | ---- |
| 慶長8年         | 津山藩主森氏の所領となる。 |      |
| 慶長9年         | 牛馬市がはじまる。 |      |
| 元禄10年        | 津山藩主森家が断絶となる。 |      |
| 元禄10年        | 松平氏が新たな津山藩主となる。 |      |
| 享保11年        | 山中一揆が勃発する。 |      |
| 享保12年        | 徳川幕府直轄領となり、久世代官所が設営される。 |      |
| 文化14年        | 再び津山藩領となる。 |      |
| 明治5年8月      | 大庭郡久世村原方・同山方を合併して同郡久世村とする。 |      |
| 明治22年6月1日  | 町村制施行により、大庭郡久世・中島・多田・鍋屋・三坂・山久世の6村が合併して大庭郡久世村を新設。同村の大字久世となり、役場が設置される。                                        |      |
| 明治29年2月     | 町制へ移行し、久世町へ改称。 |      |
| 明治33年4月1日  | 大庭郡・真島郡が統合されて真庭郡となる。 |      |
| 明治34年4月     | 山久世を久米町より分離して、一宮村（のち勝山町）へ編入。 |      |
| 明治37年6月1日  | 真庭郡川南村を編入合併。 |      |
| 昭和30年4月29日 | 真庭郡美和村を編入合併。 |      |
| 平成17年3月31日 | 真庭郡久世町・勝山町・落合町・湯原町・美甘村・川上村・八束村・中和村および備中国側となる上房郡北房町の5町4村が対等合併し、真庭市を新設。旧久世町役場は同市役所久世支局となる。 |      |
| 平成23年4月1日  | 久世支局敷地に市役所新庁舎が完成し、勝山から同所に市役所本庁舎が移転。同時に久世支局は廃止となる。                                                                             |      |

## 地勢
山岳
- 茶臼山

河川
- 旭川

## 文化・祭り
- 久世祭り
- 作州久世ぼっこう祭
- まにワッショイ（有志団体）

## 主要施設

### 公的施設
- 真庭市役所
  - 久世保健福祉会館
- 北町公園
  - スポーツセンター
    - 久世体育館
    - 典武館
- 真庭市交流定住センター

### 教育施設
- 真庭市立遷喬小学校
- 宮芝公園
- 真庭市ハローワーク

### 医療・福祉施設
- 真庭市立久世保育園
- 杉山内科循環器科病院

### 郵便局・金融機関
- 久世郵便局
- トマト銀行
- 住友生命

### 一般企業・商店
- 久世商店街
- JAまにわ
- グンゼ
- NTT西日本久世電話交換所
- やすらぎホール久世
- 湯原第二発電所
- 中国林業
- 真庭郡木材事業
- NHK久世ラジオ中継放送所
- ダイレックス久世店
- ロマンティックタウンアルティ
- 業務スーパー
- ランディーズ
- マルイ

## 寺社等

### 神社仏閣・その他宗教施設
- 吉祥寺
- 興善寺奥ノ院（お滝さま）
- 重願寺
- 薬王寺
- 真光寺
- 朝日神社
- 美保神社
- 久世神社
- 十字会ライラックス久世

### 史跡
- 旧遷喬尋常小学校校舎
- 久世代官所（久世陣屋）跡
- 久世本陣跡
- 典学館跡
- 寺畑山城跡
- 目木構

## 交通

### 道路
久世は勝山と並び交通の要衝であり、多くの国道・県道が交差、分岐している。
- 国道181号（出雲往来）
- 国道313号
- 岡山県道65号久世中和線
- 岡山県道203号久世停車場線
- 岡山県道329号西原久世線

### 鉄道
- JR姫新線
  - 久世駅